# 3D Turbo
 (décembre 2012).
3D Turbo est un logiciel français de dessin 2D et de modélisation 3D.
Créé avant 1990, 3D Turbo fonctionne sur Macintosh et PC. 
3D Turbo est utilisé par les métiers de l'aménagement de l'espace ( Urbanisme, Architecture et Architecture d'intérieur, Décoration, Scénographie, Muséographie, Restauration du Patrimoine, Archéologie, etc. )
3D Turbo a été utilisé, en particulier, pour l'aménagement du quartier de la Défense à Paris.